# Aeródromo Militar do Porto Santo
O Aeródromo Militar do Porto Santo - oficialmente designado Aeródromo de Manobra N.º 3 (AM3) - é uma base da Força Aérea Portuguesa, que partilha infraestruturas com o Aeroporto do Porto Santo, na ilha do Porto Santo, arquipélago da Madeira.
Compete ao AM3 assegurar as infraestruturas aeronáuticas, a logística e a segurança interna das unidades aéreas destacadas no arquipélago da Madeira. O AM3 não tem unidades aéreas estacionadas em permanência, embora preste apoio aos destacamentos permanentes da Esquadra 502 e Esquadra 751.
O AM3 resultou da transformação do anterior Destacamento Aéreo da Madeira, tendo sido foi ativado em 25 de novembro de 2009.